# Ніколаєв Геннадій Миколайович
Ніколаєв Геннадій Миколайович (8 липня 1936 — 6 червня 2013) — радянський плавець.
Бронзовий медаліст Олімпійських Ігор 1956 року, учасник 1960 року.